# 星野愷
星野 愷（ほしの やすし、1909年6月18日 - 1986年7月25日）は、日本の電気化学者。東京工業大学名誉教授。

## 人物
群馬県勢多郡黒保根村（現・桐生市黒保根町）出身。人造偏光板・磁気録音読書機の発明者。数々の特許を申請し、特許数は日本国内で58件、海外（アメリカ、イギリス、ドイツ各国）で59件。日本最初の塗布型磁気テープを作製し磁気テープの父と呼ばれた。
永年にわたり固体電気化学、エレクトロニクス材料化学の教育に従事し、科学技術者の養成と学術・技術の発展に努めた。研究領域は、人造偏光板（偏光フィルター）と磁気テープにより代表される磁気記録媒体や新型磁気記録装置の光学ならびにエレクトロニクスの二分野に大別される。前項の発明品はウラン鉱石の品質鑑別や偏光立体映写装置、蛍光管、磁気録音読書機（シートレコーダー）の誕生につながった。またいち早くステルス性の研究に取り組み1943年には世界でも先駆的にフェライト（主にマグネタイト）が優れた電波吸収体であることを実証した。
1934年（昭和9年）3月東京工業大学（旧制）電気化学科を卒業し、1934年（昭和9年）5月同大学で助手となり、1940年（昭和15年）7月同大学助教授を経て、1953年（昭和28年）11月同大学教授に就任した。1945年（昭和20年）11月工学博士の学位を授与されている。1970年（昭和45年）3月同大学を停年退官し、1970年（昭和45年）4月同大学名誉教授の称号を授与された。1970年（昭和45年）、京都で開催された第1回国際フェライト会議で磁気記録部会議長を務めた。
1978年（昭和53年）10月、科学技術教育に貢献し、また人造偏光板の研究並びに磁気記録体の研究、磁気録音読書機の発明を行い、日本の電子工業の発展に貢献するところ大であるとの理由で加藤科学振興会より加藤記念賞を受章した。1980年（昭和55年）、第3回国際フェライト会議でも磁気記録部会議長を務めた。1981年（昭和56年）4月、勲三等旭日中綬章を授与された。
1986年（昭和61年）7月25日没。同日付で正四位に叙された。2005年（平成17年）6月、群馬県勢多郡黒保根村（現桐生市黒保根町）の名誉村民に選ばれた。

## 業績

### 人造偏光板（偏光フィルター）の開発
人造偏光板（偏光フィルター）についての研究は、星野愷がわが国でいち早く着手した研究であり、(1)人造偏光板の製造方法、(2)普通の光（自然光）を偏光板を透過させると、なぜ振動方向が一方向のみに制限されたもの（偏光）になるかという偏光機構の解明、(3)偏光板の応用方法の三部門にわたって行われた。1938年（昭和13年）に星野の研究を基にして、日本最初の偏光板製造が三菱電機（大船工場）によって行われた。航空機からの潜水艦の確認は、海面の反射眩光が邪魔となり困難であったが、偏光板を備えた偏光眼鏡を用いることにより、その障碍を除去することができたので、第二次世界大戦中、この偏光板は海軍で大量に採用された。星野は海軍技術研究所の嘱託として同工場で技術協力を行った。研究の初期においては、硫酸キニーネとヨウ素との化合物ヘラパタイト針状微結晶を合成樹脂マトリックス中に、結晶軸を一定方向にそろえて無数に配列した、多結晶型偏光板を製造して、その光学特性ならびに偏光機構の研究を行った。また、ヨウ素ならびに種々の染料を、ミセルを定方位配列させた高分子フィルムに含浸させたとき発生する偏光作用（繊維二色性）につき研究した。これは高分子型偏光板と呼ばれるもので、今日広く実用されている偏光板製造における先駆的な研究であった。研究の過程で副次的にいくつかの発見・発明も行われた。そのうちの一つは、紫外線2537オングストロームの波長のものを純粋に一本だけ取り出す性能を持つ、紫外線フィルターの製造方法を発明したこと、ならびになぜそのような作用が可能なのかの説明を与えることができた理論的研究である。この紫外線フィルターの実用面の一つは、ある種のウラン鉱石の選定・鑑別にそれが極めて有用なことであった。1945年（昭和20年）12月、連合国軍最高司令官総司令部(GHQ)経済科学局は、その製造方法を知るためその実物提出を要求し、星野の学位請求論文にその記載があったのでその全文を英訳した。偏光板の応用については、湾曲偏光板を考案し、また偏光立体映写装置の開発に努めた。

### フェライトを使った磁気記録体の開発および日本初の磁気テープ作製
フェライトは酸化鉄を主成分とする複合酸化物で、東京工業大学の加藤与五郎教授の下で研究していた武井武助教授によって1930年（昭和5年）に発見され、幅広く工業化された磁性材料である。フェライトを応用した磁気テープや磁気ディスクなどの磁気記録媒体は、星野愷により日本で初めて本格的な研究が始められた。当時、武井武の研究グループのメンバーであった星野愷は、以前から磁気記録に興味を持っていた。磁気記録は、1898年デンマークの技師ポールセンによって最初の特許が出願された。このときの記録媒体には、鋼のワイヤーが使われていたため、性能が低く実用化には遠かった。磁気記録の性能が向上して、声の記録に使われるようになったのは、フェライトの一種である磁性酸化鉄の粉末をテープに塗布した記録媒体が出現してからである。星野は、1932年（昭和7年）にはすでにフェライトの円盤を使って磁気記録の研究を行った。1948年（昭和23年）には、日本最初の塗布型磁気テープを作製し、音声の記録を行った。これは、マグネタイト粉末を硝酸セルロースのバインダーに分散し、上質紙に塗布したものであった。星野はその後、ガンマ酸化鉄磁性微粒子を使うと記録特性が著しく向上することを見いだし、1951年（昭和26年）第8回電気化学協会（現電気化学会）大会で発表した。これは、日本最初の磁気記録媒体に関する研究発表であった。（東京工業大学百年記念館展示説明より）

### 視聴覚教育用磁気シートレコーダーの開発

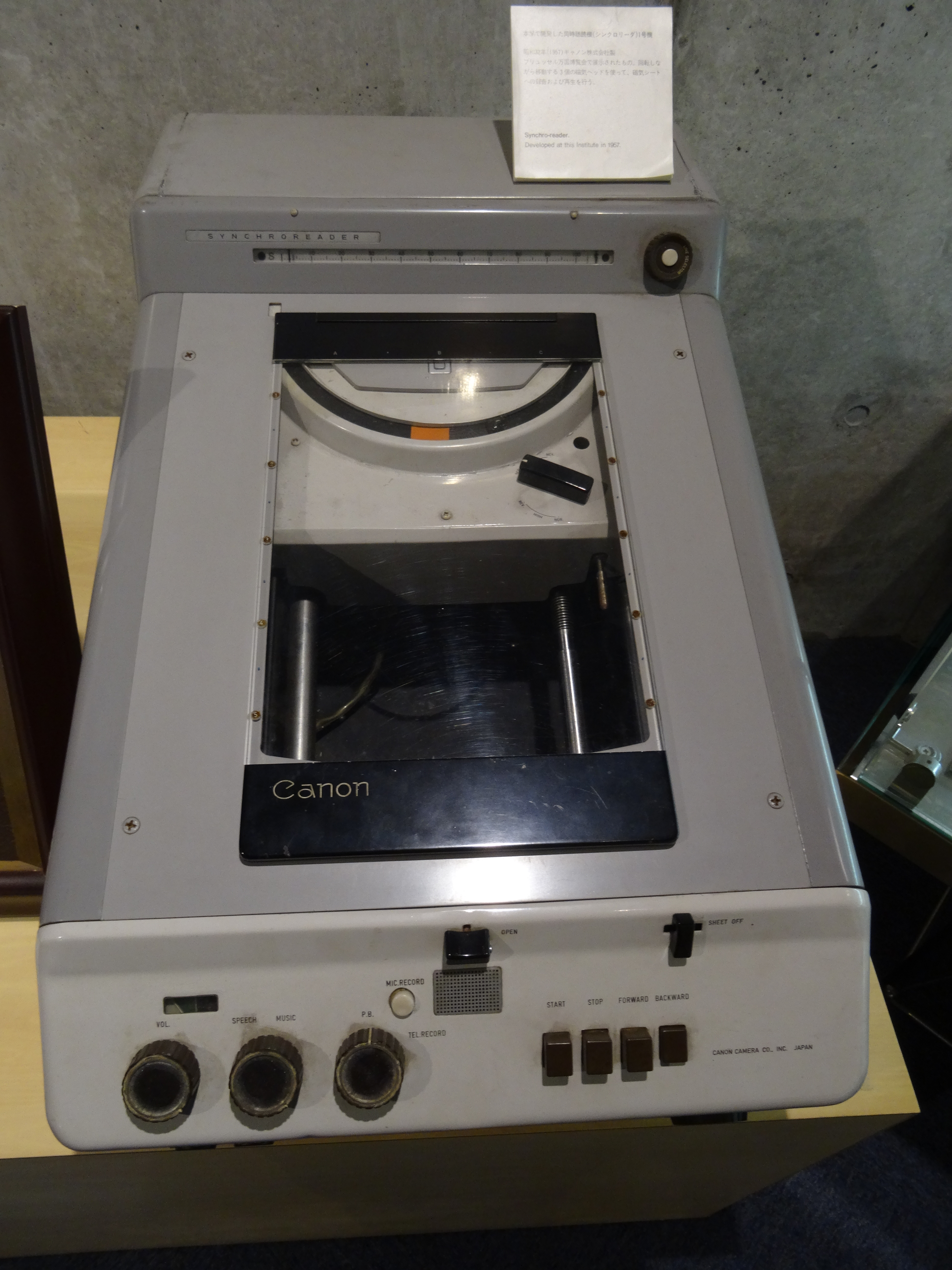
ブリュッセル万国博覧会で展示されたシンクロリーダー。1957年、キヤノン製。東京工業大学博物館所蔵。

星野愷は磁気テープの開発を終了すると、視聴覚情報の伝達に磁気記録を利用する研究を始めた。印刷物の裏面を磁気記録媒体とし、表に書かれた内容を声で説明する装置（視聴覚教育用「磁気録音読書機」シートレコーダー）の開発を1954年（昭和29年）から始め、1957年（昭和32年）に完成した。これはシンクロリーダーと名付けられ商品化された。1958年（昭和33年）ブリュッセルで開催された万国博覧会の日本館で展示されプレス報道部門の金賞を獲得した。このシートレコーダーを開発する過程で、録音済みシートを大量に複製する接触磁気転写法が考案され、そのマスターシート用の磁性体としてコバルトフェライト、バリウムフェライトなどの高保磁力材料が採用され、メッキ膜などの金属磁性薄膜の検討も行われた。これらの研究は、現在の高密度磁気記録材料開発の先駆をなすものであった。（東京工業大学百年記念館展示説明より）

## 顕彰・栄典
- 1958年（昭和33年）、ブリュッセル万国博覧会において発明した磁気録音読書機がプレス部門の金賞を受賞。
- 1968年（昭和43年）5月、粉体粉末冶金協会より研究功績賞を受賞
- 1978年（昭和53年）10月、財団法人加藤科学振興会より加藤記念賞を受賞
- 1981年（昭和56年）4月、勲三等旭日中綬章を授与
- 1986年（昭和61年）7月、正四位に叙位（没後追賜、特旨を以て位一級追陞）
- 2005年（平成17年）6月、群馬県勢多郡黒保根村（現桐生市黒保根町）が名誉村民の称号を追贈

## 系譜・家族
1909年（明治42年）6月18日、群馬県勢多郡黒保根村（現桐生市黒保根町）に、星野元治の長男（星野家13代）として生まれた。父元治（星野家12代）は元群馬県議会議員で群馬県会議長を務めた。祖父は星野長太郎（星野家11代：星野七郎右衛門朋愷）。星野長太郎の実弟で愷にとっての大叔父（叔祖父）が新井領一郎。

## 年譜
- 1909年（明治42年）：6月18日、群馬県勢多郡黒保根村（現桐生市黒保根町）水沼に星野元治の長男として生まれる。母はキク（通称サワ、群馬県多野郡美九里村本郷の町田菊次郎長女）。
- 1913年（大正2年）：父元治は甘楽社水沼組で器械製糸の取扱いを開始。黒保根村水沼の星野家敷地（長屋門正面右）に新たに器械製糸所として甘楽社水沼組製糸場を建設。揚げ返し工場も併設。水力発電設備を有したがボイラーにより蒸気も利用した。
- 1917年（大正6年）：黒保根尋常高等小学校（水沼本校）（現黒保根小学校）の2年生の時、元来科学好きであった父元治らが出資して小黒川電気株式会社が設立された。1919年（大正8年）、小黒川水力発電所が稼働開始し黒保根村や隣接の東村花輪の家庭や公共施設などで電気が利用された。星野は、電灯が点った時の驚きと感激や発電機の仕組みや運転などに刺激されて、将来電気関係の研究をしてみたいと決意。その後、校内の学芸会で度々理科実験の発表をした。
- 1920年（大正9年）：小学校5年生の時、子供向け科学雑誌「理科少年」に投稿した「磁石と感応電流」という本人の実験記事が掲載された。
- 1922年（大正11年）：3月、黒保根尋常高等小学校（現黒保根小学校）を卒業。
- 1922年（大正11年）：4月、群馬県立前橋中学校（現群馬県立前橋高等学校）に入学。
- 1925年（大正14年）：前橋中学校在学時、全国20数人の仲間とアマチュア短波無線組織が結成され、JARL（後の日本アマチュア無線連盟）創立メンバーの一人となる。アンカバーであったが、コールサインは1YH。アマチュア無線への関心は、前橋中学校の先輩阿久澤四郎との出会いが契機となり、夜間モールス無線機で国内外のハム仲間たちと交信。その仲間に井深大もいた。海外のアマチュア無線組織IARLにも加入。この年の3月、東京放送局が開局し中波ラジオ放送が開始され、無線通信やラジオ放送に対する関心が高まった。
- 1934年（昭和9年）：3月、東京工業大学電気化学科を卒業。
- 1934年（昭和9年）：5月、この年新設されたばかりの同大学建築材料研究所の助手となり、同研究所の武井武研究室に所属。
- 1935年（昭和10年）：この頃、実験室でステレオ映写のスクリーンの試作に取り組んだ。ファラデー効果を利用しての片側からのみの透明窓について当時の新聞紙上に紹介された。佐藤正雄らが指導を受けた。12月、同大学電気化学科の助手となる。加藤与五郎教授、武井武助教授らの指導を受ける。同じ電気化学科助手に1年後輩の山崎貞一（後に東京電気化学工業株式会社（現TDK株式会社）2代目社長）がいた。
- 1938年（昭和13年）：偏光作用の研究過程で高分子型偏光板を開発し、海面の反射眩光を除去することが可能となった。海軍技術研究所の嘱託として三菱電機（大船工場）で技術指導にあたり、偏光板製造技術を確立した。三菱電機で偏光板が工業化（生産開始）され海軍の偏光眼鏡（偏光グラス）に大量採用された。偏光眼鏡の使用により航空機上から海中の潜水艦の発見・確認が容易になった。
- 1940年（昭和15年）：7月、東京工業大学の助教授に就任。この頃、マツダの最新真空管UX-54を改良して微細電流、検波電流を特別増幅し、電流測定などにしばしば活用した。
- 1941年（昭和16年）：1月、社団法人日本写真学会理事に就任。
- 1942年（昭和17年）：3月、正七位に叙される。
- 1942年（昭和17年）：8月、電気化学協会（現電気化学会）幹事に就任。
- 1943年（昭和18年）：アリューシャン作戦の敗北原因とみられた電波探知が海軍で問題となり、電波吸収体の製造研究から磁気材料、特にフェライトの研究を開始し、マイクロ波研究にも携わった。1944年には世界でも先駆的にフェライト（主にマグネタイト）が優れた電波吸収体であることを実証した。1945年には潜水艦の潜望鏡部分の表面を電波吸収体で被覆し、実験的に使用するまで発展させた。武井武教授の研究グループに属していた星野の指導の下で、井本商三や杉本光男などが実験に従事した。東京電気化学工業株式会社（現TDK株式会社）の初代社長斉藤憲三がこの電波吸収実験に大変興味を抱き、工場長の山崎貞一や技師長の柄沢忠義らを実験に参加させた。同社は第二次大戦後、電波吸収体の研究を手がけ電波障害対策やステルス性向上などに取り組んだ。
- 1943年（昭和18年）：12月、第2及び第8陸軍技術研究所の臨時嘱託を兼任。
- 1944年（昭和19年）：5月、海軍技術研究所の研究業務嘱託。11月、多摩陸軍技術研究所付を兼務。
- 1944年（昭和19年）：7月、臨時召集令状により帰郷出頭を命じられたため、直ちに丸刈りとなり学生らを前に離任挨拶。しかしながら戦時研究員になる予定であったため、召集はすぐさま取り消し。
- 1944年（昭和19年）：9月、戦時研究員に任命。12月、高等官五等に叙される。
- 1945年（昭和20年）：11月、工学博士の学位授与。偏光板研究は、その多くの部分がこの学位請求論文中にとりまとめられた。偏光板の応用については、湾曲偏光板を考案し、また偏光立体映写装置の開発に努めた。
- 1945年（昭和20年）：12月、連合国軍最高司令官総司令部(GHQ)経済科学局(ESS)は、偏光板の研究過程で発見した現象と特定波長の不可視短波長（2537オングストローム紫外線）だけを純粋に一本取り出す紫外線フィルターの発明に注目。紫外線フィルターの製造方法開示と実物提出を要求し、同人の学位請求論文にその記載があったので論文全文を英訳した。この紫外線フィルターは、鉱石中のウラン含有部分が明るく蛍光して輝き、ウラン鉱石の品質の選定・鑑別に極めて有用。
- 1948年（昭和23年）：1月、文部省（現文部科学省）の科学教具委員会の委員に任命。
- 1948年（昭和23年）：塗布型磁気テープの開発に着手。高性能の磁気記録微粉末（特にガンマヘマタイトという強磁性酸化鉄）の合成に成功し、日本最初の磁気テープを開発し音声記録を行った。星野は日本の磁気記録研究の草分けとなった。当時「ものをいう紙」として報道された。
- 1948年（昭和23年）：磁気印刷録音シートと磁気録音読書機の研究及び開発に着手。
- 1949年（昭和24年）：GHQ民間諜報局（CIS）が管理監督下にあった東京放送局（現日本放送協会（NHK））に2台の磁気テープ録音機(テープレコーダー(en:Tape recorder))を特別提供した。これによりテープレコーダーが日本で初めてラジオ放送に使用された。同年5月、その内の1台はNHK放送技術研究所で一般公開された。
- 1949年（昭和24年）：1月、文部省の科学教育振興委員会委員に任命。同委員長に就任。
- 1949年（昭和24年）：11月、学術奨励審議会（科学映画等分科審議会）委員に任命。同委員長に就任。1975年までの間、幾度か委員長を歴任し、文部省の学術映画製作に協力した。これにより、日本の学者の優れた学術研究を収めた学術映画が多数製作され内外に紹介された。
- 1950年（昭和25年）：3月、東京工業大学卒業式で和田小六学長の卒業生に対する訓辞をオープンリール式磁気テープに記録し保存。同大学に同テープが現存。
- 1950年（昭和25年）：幾多の磁性粉末の合成と特性改善に取り組み、日本最初の磁気テープの生産技術の確立に寄与した。星野は東京通信工業株式会社（現ソニー株式会社）の井深大や盛田昭夫とも親しく、指導や助言を惜しまなかった。この年、同社は日本初のテープレコーダ(ソニーの商標)G型と紙ベースの磁気テープ（マグネタイト粉末使用）を発売した。
- 1951年（昭和26年）：第8回電気化学協会（現電気化学会）大会で、ガンマ酸化鉄磁性微粒子を使うと記録特性が著しく向上することを発表した。これは日本最初の磁気記録媒体に関する研究発表であった。この頃、自分の研究室で弟子と共に自作のテープレコーダーを完成した。
- 1951年（昭和26年）：7月、文部省国立教育研究所（現国立教育政策研究所）の研究調査部教育研究員を兼任。
- 1951年（昭和26年）：8月、星野は東京電気化学工業株式会社（現TDK株式会社）の懇願を受け、磁気テープ製造技術の全般的な指導に乗り出した。星野研究室から助手の佐藤実と並河守を同社目黒研究室に派遣した。
- 1952年（昭和27年）：5月、文部省の社会教育審議会教育施設分科会審議会委員に任命（1972年までの間）。文部省は記録映画作家で脚本家の太田仁吉にいくつかの文部省学術映画の製作を依頼した。星野は担当した撮影家鈴木喜代治からの要請を受け、京都大学教授木原均の「小麦の祖先」、東京医科歯科大学教授勝木保次の「魚の聴覚」、東京大学伝染病研究所佐々木学の「つゝが虫」、京都大学霊長類研究グループの「ニホンザルの自然社会」、中村麟子の「せんたく」などの映画で撮影指導や協力を行った。
- 1952年（昭和27年）：東京電気化学工業株式会社の素野福次郎と高尾三郎が本社と星野研究室とのパイプ役となり、同社研究開発部門を精力的に支援した。その結果、同社は幾多の困難を乗り越えアセテートベースの磁気テープ（ガンマヘマタイト粉末使用）を開発し、製造開始した。
- 1953年（昭和28年）：4月、東京工業大学の助教授（新制）に就任。
- 1953年（昭和28年）：6月、通商産業省（現経済産業省）の日本工業標準調査会の委員に任命。1964年までの間、同委員を2回務め、マイクロフィルムのJIS規格制定の委員長として規格化に協力した。
- 1953年（昭和28年）：7月、日本放送協会テレビジョン局の嘱託に任命され、テレビ放送開始にあたり映画撮影機材の設備やテレビ映画撮影について技術的な協力を行った。
- 1953年（昭和28年）：8月、社団法人日本映画教育協会（現日本視聴覚教育協会）の評議員に任命され、視聴覚教育の普及に協力した。
- 1953年（昭和28年）：9月、東京国立博物館の評議員に任命。1970年までの間、幾度か評議員を歴任し、同館の発展のために協力。
- 1953年（昭和28年）：11月、東京工業大学の教授（新制）に昇任。
- 1954年（昭和29年）：3月、アメリカ・ヨーロッパ10ヵ国を視察するため羽田空港からパンアメリカン航空（ストラトクリッパーDC-6B機）で出発した。季節的に偏西風の利用がぎりぎり可能であったためホノルルまで直行した。9月までの6ヵ月にわたる長期視察となった。目的は視聴覚教育と科学博物館の視察。その旅行記は科学朝日誌上に逐次連載された。1954年5月号は「H教授の世界旅行カバン」として綿密な準備と驚異的な内容が詳細に紹介された。6月号からは、「工学者の眼　羽田から羽田まで」と題され、毎月渡航先から送られてきた原稿と写真が6回シリーズで掲載された。科学朝日誌の1955年1月特別号は、星野の視察旅行のカラー写真が特集の一部となり表紙（「バビロニアで発掘された5000年前の黄金の髪かざり」の写真）も飾った。星野はペン・カメラと称してメモ代わりにカメラを駆使し、カラーフィルムだけでも5,000枚近い写真を撮影した。
- 1954年（昭和29年）：6月、学術奨励審議会（科学映画等分科審議会）委員に任命。同委員長に就任。その後、幾度か同委員に任命。
- 1954年（昭和29年）：11月、通商産業省の工業製産技術審議会専門委員に任命。
- 1954年（昭和29年）：11月、欧米視察報告の講演とスライドの会が「羽田から羽田まで」と題されて、科学朝日誌主催で東京と大阪で開催された。
- 1954年（昭和29年）：12月、故郷の黒保根中学校で開かれた群馬県勢多郡の理科研究会で講師を務めた。講評後「欧米各国を巡りて」と題して講演した。当時は非常に珍しいカラースライドを豊富に用いた。
- 1955年（昭和30年）：1958年までの間、国立国会図書館の文献複製委員を務め、マイクロフィルムによる文献複写事業に協力した。社団法人日本マイクロ写真協会（現日本画像情報マネジメント協会）の名誉会員。日映科学映画製作所が文部省後援で製作した「三原山」の火山活動を解説する映画の撮影に際して、星野の東京工業大学電気化学科の実験工場を使用するなどして特撮指導した。研究室内には三原山の正確な縮小模型を作り回転台に乗せてゆっくり回転させて撮影した。撮影は撮影家鈴木喜代治が担当。出来上がりシーンは、上空のヘリコプターから撮ったような臨場感に溢れ迫力のあるものとなった。
- 1956年（昭和31年）：4月、文部省初等中等教育局の教育用品基準調査会委員に任命。同委員長に就任。1963年までの間、幾度か委員長を歴任し、教育用品の審査に努めた。
- 1956年（昭和31年）：8月、それまでNHKはアメリカ3M社製録音テープ（商標スコッチテープ）しか使用していなかったが、国産品を積極的に使用する方針を打ち出した。その選定対象に選ばれたのは、東京通信工業（現ソニー）と東京電気化学工業（現TDK）であった。ただし、採用条件は、テープの特性をスコッチテープ（標準品とする111A、ガンマヘマタイト粉末使用）に近いものとして互換性を保持することであった。
- 1956年（昭和31年）：10月、科学技術庁の参与に任命。1959年までの間、科学技術の振興政策について種々の意見具申などを行った。
- 1957年（昭和32年）：1月、人間の視覚・聴覚の両感覚に同時に情報を伝達できる「磁気録音読書機」（シートレコーダー）を発明。キヤノンが使用権を得て「シンクロリーダー（synchro-reader）」として商品化した。使用される磁気シート（A4判程度）はシンクロシート（synchro-sheet）と名付けられた。その表面にはカラーの偏光立体写真はじめ文字やイラストなどの視覚情報が印刷された。裏面に塗布（磁気印刷）された磁気記録体にはナレーションや会話、音楽、臨場感溢れる音源などが録音された。シンクロシートの印刷は凸版印刷株式会社が担当。複数のシンクロシートを重ねバインダーで製本した冊子はシンクロブック（synchro-book）と呼ばれた。帝国ホテルでシンクロリーダーの発明発表会が行われた。この頃、東京工業大学の星野研究室には、教員の佐藤実、研究生の並河守、伊藤福蔵、栃原重三、榊文男の他、学生の今岡保郎、戸坂海らが集まった。一同は星野の呼びかけにより毎日のように昼食会を持ち、星野はグローバルな観点から「オリジナリティ」の重要性について繰り返し語った。
- 1957年（昭和32年）：8月、星野は世界レベルの品質実現を目指す東京電気化学工業（現TDK）に対して、磁気テープ製造技術の全般的な指導を継続した。NHK放送技術研究所と東京通信工業（現ソニー）、東京電気化学工業が共同開発したテープ（ガンマヘマタイト粉末使用）が完成した。NHKの放送用に採用されて高品質テープ量産の出発点となった。その後TDKは長野県に千曲川工場を建設するなどして量産体制を確立し、世界最大の磁気テープ生産量を記録した。
- 1958年（昭和33年）：ベルギーのブリュッセル万国博覧会において発明した「磁気録音読書機」（シートレコーダー）にプレス部門の金賞が授与された。情報伝達に際して「眼で見ながら聴く」という視覚と聴覚を同時利用した機器であった。テーマに関する情報の同時提供が、人々の関心を効果的に高め、理解を深める点が高く評価された。この万博には後藤英一発明のパラメトロン計算機も出展された。ベルギーを後にした星野は、西ドイツ（フォトキナ見学）、フランス、イタリアなど各国を視察した。
- 1958年（昭和33年）：11月、母校の群馬県立前橋高校で在校生や同窓生らを前に「欧米の文化を訪ねて」の演題で講演し、一同に深い感銘を与えた。
- 1958年（昭和33年）：12月、社会教育審議会委員に任命。その後、幾度か委員を歴任。
- 1959年（昭和34年）：2月、学術奨励審議会委員に任命。同委員長に就任。1968年までの間、幾度か委員、委員長を歴任。
- 1959年（昭和34年）：12月、社団法人発明協会の委員に任命。同委員長に就任。その後、幾度か委員長として発明審査に当たった。
- 1959年（昭和34年）：シンクロブック（synchro-book）が、ロンドンのランドハンフリーズ社（Lund Humphries）から刊行された印刷技術年鑑ペンローズ・アニュアル（Penrose Annual）にトーキング・ブック（"The Talking Book"）として紹介された。
- 1960年（昭和35年）：4月、1962年までの間、厚生省の中央児童福祉審議会委員に任命され、「子供の国」の土地選定、建設などに協力した。この頃、東京工業大学の星野研究室では午後3時頃にはお茶の時間があって菓子が出され、懇談の場となった。話好きの星野が自分の体験や哲学を語ったりメンバー一同を楽しませた。
- 1960年（昭和35年）：磁気シートを利用した機器としてシンクロファクス（シート式磁気録音機）が開発され、理研光学工業株式会社（現株式会社リコー）が低価格（39,800円）で発売した。リコー教育機器株式会社（現リコーエレメックス）もマイティーチャーの商品名で教育用機器を開発し、それぞれ全国の教育現場に広く普及した。シンクロファクスなどは数学などの教育器材（ティーチングマシン）として東京都文京区立茗台中学校、杉並区立阿佐ヶ谷中学校、港区立赤坂中学校、玉川学園中等部などで活用開始された。その後、教師の組織したシート学習研究会が各県に設立され、利用方法について研究成果が発表されるなど磁気シート学習の普及促進が図られた。全日本シート教材研究大会が各地で開催されるようになった。
- 1960年（昭和35年）：東京大学医学部の緒方富雄や法政大学出版局長の科学評論家相島敏夫らとともに、第1回「科学技術映画祭」（主催は財団法人日本科学技術振興財団と教育映画製作者連盟、後援が科学技術庁ほか）の審査委員に任命。
- 1963年（昭和38年）：文部省初等中等教育局の教育用品基準調査会（会長：星野愷）の成果として、文部省が「理科用品の手びき」を出版。
- 1963年（昭和38年）：第1回「日本産業映画コンクール」（主催は日本産業映画協議会、後援は毎日新聞社）の選考委員に任命。
- 1963年（昭和38年）：9月、郷里の黒保根中学校で「欧米道徳の基準」について講演した。当時の校長によると「生徒たちに励みを持たせたいというのが狙い」といわれている。講演後、同中学校に東京都世田谷区奥沢の自宅で愛用していた天体望遠鏡を寄贈した。
- 1964年（昭和39年）：6月、日本工業標準調査会委員に任命。マイクロフィルムJIS規格委員会の委員長に就任。
- 1964年（昭和39年）：12月、オランダのフィリップス社が1962年に音響用のコンパクトカセットを開発したが、それより小型の「ミニカセット・レコーダー（マイクロカセット・レコーダー）」と使用されるミニカセット（マイクロカセット）の技術的検討を行って基本仕様と規格を考案した。磁気テープには狭幅、薄膜で超低速でも高音質維持と長時間耐久という厳しい性能が要求された。オリンパス光学工業（現オリンパス）専務の内藤隆福らが交渉の結果、無償で使用許諾を与えられた。星野の技術指導の下にオリンパスが商品名パールコーダーと命名して生産と販売を開始。マイクロカセットは全世界で同一規格化された。オリンパスから松下電器（現パナソニック）など多くの会社に対してサブライセンスが与えられて、世界各地で大量のマイクロカセットが生産された。
- 1967年（昭和42年）：社団法人電子通信学会専門委員に任命。
- 1968年（昭和43年）：第4回全日本シート教材研究大会群馬大会が文部省や群馬県教委などの後援を得て開催された。全国各地から300人以上の研究員が集まった。星野の出身地の群馬県では1963年に新里中学校が磁気シート学習機（シンクロファクス）を初採用した。全国での推定保有台数が1969年には800台を超え、1978年には約5,000台となった。
- 1968年（昭和43年）：5月、粉体粉末冶金協会より、多年にわたり磁気記録テープの学術研究並びに製造研究において顕著な成果を上げたものとして研究功績賞を受賞。
- 1969年（昭和44年）：社団法人日本マイクロ写真協会（現日本画像情報マネジメント協会）の名誉会員。
- 1970年（昭和45年）：4月、東京工業大学を停年退官。東京工業大学の名誉教授の称号を授与された。
- 1970年（昭和45年）：日本で開催された第1回国際フェライト会議（International Conference on Ferrites, ICF）の磁気記録部会議長、出版委員長、学術論文集編集長に任命。会場は京都国際会議場。技術論文集は東京大学出版部より刊行された。
- 1970年（昭和45年）：12月、TDKと凸版印刷株式会社との共同出資により東京磁気印刷（後の株式会社TMP、現株式会社トッパンインフォメディア）が設立され、磁気録音読書機用録音シートの磁気印刷が行われた。同社に対して全般的な技術指導を開始。
- 1971年（昭和46年）：3月、国立科学博物館将来計画委員会総合・理二部会委員を委嘱。同委員会の議長に任命。
- 1971年（昭和46年）：8月、学術審議会専門委員を委嘱。同委員長に任命。
- 1972年（昭和47年）：9月、群馬県勢多郡町村会長会・議長会主催の集まりで、「科学とそのロマンス」について400人を超える聴衆に向かい講演した。その晩は黒保根村梨木温泉梨木館で大勢の人と懇親を深めた。館主の特別の計らいで肴に熊と鹿の刺身が出され星野は吃驚させられた。
- 1973年（昭和48年）：2月、群馬県勢多郡（現渋川市）北橘中学校の啓発式で、「世界に眼を開こう」のテーマで講演した。
- 1973年（昭和48年）：9月、星野はワシントンD.C.で開催された国際応用磁気会議（Intermag）に出席した。ここで矢田義男の紹介でガンマ酸化鉄を製造していたオロックス（Orrox）社長J.H.オルー（John Herbert Orr）に出会った。オルーが第二次世界大戦当時から、自分の研究にも重なるガンマ酸化鉄の磁気テープ開発に関係していたことから感慨無量の思いにひたった。かつてアメリカ陸軍通信部隊に所属していたオルーは、ノルマンディー上陸作戦後の1944年9月、奪還したルクセンブルク放送局（Radio Luxembourg）でドイツ軍が残置した3台の高性能の新型AEG製磁気テープ録音機を偶然発見し驚いた。アメリカはドイツと周辺占領地域の放送局からプロパガンダやヒトラーの音声が同時放送される技術に高い関心を持っていた。早速磁気テープ製造特許を有するドイツ人技術者フリッツ・フロイマー（Dr. Fritz Pfleumer）を割り出し、屋外にいた本人から詳細な技術情報を聴取しジープ車上で内容をメモ書きした。ドイツの磁気テープ製造技術は直ちにアメリカ本国に伝えられ、わずか2週間後にほぼ同質の磁気テープが3M社によって開発された。
- 1973年（昭和48年）：10月、自分の足でニューヨーク市内を歩き回り、実際に目で確かめたマンハッタン島中心部の詳細な観光地図「NEW YORKメモリー地図(1)(2)」を手書きで作成した。単なる観光情報の提供だけでなく日本人旅行者としての諸注意事項にまで詳しく触れ、初めてニューヨークを訪れる多くの友人知人らの便に供した。A1判青焼き2枚にわたりマンハッタン島の南北をカバー。
- 1973年（昭和48年）：11月、1975年まで学術審議会専門委員（学術資料分科会）に任命。
- 1975年（昭和50年）：5月、社団法人発明協会より同協会の発明奨励に対し長年にわたり審査委員長として貢献したとして感謝状を受けた。
- 1976年（昭和51年）：ニューヨーク編に続きパリ中心部の詳細な観光地図「パリ・メモ」を手書きで作成し、広く友人知人らの便に供した。携帯に便利なA3判青焼き9ページで19エリアをカバー。
- 1977年（昭和52年）：11月、国立科学博物館の開館百周年記念に際し、多年にわたる理工学部門の発展に対する貢献と将来計画委員会の議長としての協力に対し、感謝状が与えられた。
- 1978年（昭和53年）：イタリアのフィレンツェで開催された国際磁気学会（ICM：International Conference on Magnetism）において、星野の助言を受けた接触磁気印刷方式の実用化装置が発表された。装置一台で月間最高100万枚程度の磁気印刷能力を実現した。東京磁気印刷ではこのような高速度磁気印刷機3台を設置し、1979年には年間1,500万枚以上の印刷を行った。
- 1978年（昭和53年）：6月、新井領一郎の孫であるハル・松方・ライシャワーと夫エドウィン・O・ライシャワーを東京都世田谷区奥沢の自宅で迎えた。星野と共通の先祖（星野長太郎・新井領一郎兄弟）を持つハル・松方・ライシャワーは、当時本（原著名："Samurai and Silk"、日本語訳名「絹と武士」）を執筆中で、星野は星野家の伝承や群馬県黒保根村の実家にある祖先の古文書開示などで執筆に協力した。
- 1978年（昭和53年）：10月、独創的研究を重視する財団法人加藤科学振興会より加藤記念賞（第7回）を受賞。授賞理由は、科学技術教育への貢献と、人造偏光板の研究並びに磁気記録体の研究、磁気録音読書機の発明により電子工業の発展に貢献大であるとされた。
- 1980年（昭和55年）：再び日本で開催された第3回国際フェライト会議（International Conference on Ferrites, ICF）の磁気記録部会議長、出版委員長、学術論文集編集長に任命。会場は京都国際会議場。会議の技術論文集は東京大学出版部より刊行された。星野は絶え間なく拡大するフェライトの応用分野をイラストで表した「フェライトの樹」を自作し、同会議においてこの樹を以下の言葉をもって紹介した。"Ferrites applications are expanding all the time in all directions. The ever growing applications of ferrites have been symbolised as a tree with several branches".
- 1981年（昭和56年）：4月、勲三等旭日中綬章を受章。
- 1981年（昭和56年）：5月、東京工業大学創立100周年に際して業績顕著な5人の学者の1人に選ばれた。研究と業績を記録したビデオテープが同大学の記念タイムカプセルに入れられ、100年後の2081年に公開予定。
- 1985年（昭和60年）：8月、前橋の群馬県立文書館で開かれた財団法人群馬県教育振興会主催の郷土史研究講座で、「水沼製糸所と対米生糸の直輸出」（近代日本を支えた群馬の蚕糸業－なぜ繭と生糸は日本一だったか）について講演した。内容は祖父星野長太郎とその実弟新井領一郎とにかかわる話で、星野にとって六回目にあたる地元での最後の講演会となった。帰路は前橋から途中まで車を利用したが、大間々駅から水沼駅までの間は子供の頃の思い出深い足尾線（現わたらせ渓谷鐵道）を利用した。郷里の黒保根村梨木温泉梨木館に一泊し、古里で多くの親戚知人らに囲まれ一晩を楽しんだ。
- 1986年（昭和61年）：7月25日、死去。77歳。同日付で従四位に叙されたが、8月特旨を以て位一級追陞され正四位に叙位された。
- 1990年（平成2年）：フェライト応用分野の発展と共に、当初星野が描いた「フェライトの樹」は、その後大きく成長を続けた。第5回国際フェライト会議（ICF5）において既に亡き星野の名前入りの大型ポスターに仕上げられ、議長（P.S. Deodhar）より記念品として主要メンバーに贈呈された。この際議長は次のように述べた。"On this occasion of the Fifth meet of the International Ferrite Community this small memento is our reflection and admiration of the many inventions with pearl-like beauty which have been made by our colleagues in the field. Please accept it".